# Kurt Couto
Kurt Leonel da Rocha Couto, né le 14 mai 1985 à Maputo, est un athlète mozambicain, spécialiste du 400 mètres haies.

## Carrière sportive
Son record sur 400 m est de 46 s 50, réalisé à Windhoek tandis que sur 400 m haies, son meilleur temps était de 49 s 12, Bangkok, le 13 août 2007, temps qu'il a porté à 49 s 02 à Prague en 2012.
Il a été cinquième des Championnats d'Afrique de Nairobi en 2010, médaillé de bronze lors des mêmes championnats à Bambous en 2006. Demi-finaliste lors des Jeux du Commonwealth à Melbourne en 2006, il a participé aux Jeux olympiques à Athènes en 2004 (éliminatoires). Il a participé à trois championnats du monde, ceux d'Helsinki (2005), d'Osaka (2007) et de Daegu (2011). En tant que junior, il a participé aux Championnats du monde à Kingston (Jamaïque) en 2002. Il remporte la médaille de bronze lors de l'Universiade de 2011 à Shenzhen, après une médaille d'argent lors de l'Universiade de 2007 à Bangkok où il avait obtenu son record. La même année, il remporte la médaille d'argent lors des Jeux africains à Maputo. Il est le porte-drapeau olympique du Mozambique en 2004, en 2008 et en 2012.